# Желатинозная каплевидная дистрофия роговицы
Желатинозная каплевидная дистрофия роговицы (англ. Gelatinous drop-like corneal dystrophy, GDCD, subepithelial amyloidosis, primary familial amyloidosis) - редкая форма дистрофии роговой оболочки человека. Ряд мутаций, вызывающих эту дистрофию, отмечен в гене TACSTD2, однако у некоторых пациентов этот ген не затронут, что говорит о полигенном характере заболевания.
При этой дистрофии наиболее заметны гроздеобразные желатинозные массы под эпителием роговицы. У пациентов развивается светобоязнь, ощущение постороннего тела в роговице, сильно падает зрение. В амилоидных включениях обнаруживается лактоферрин, однако ген лактоферрина не затронут.
Болезнь была описана Накаизуми в 1914 году.

## Альтернативные названия
- Corneal amyloidosis
- Amyloid corneal dystrophy, Japanese type
- Lattice corneal dystrophy type III
- Familial subepithelial corneal amyloidosis